# Пенегупіфо Погамба
Пенегупіфо «Пенні» Погамба (Penehupifo «Penny» Pohamba; народилася 16 червня 1948) — намібійська активістка та політикиня. Була першою леді Намібії (її чоловік Гіфікепуньє Погамба був президентом Намібії з 2005 по 2015 роки).

## Раннє життя
Погамба народилася в селі Окатале в регіоні Охангвена поблизу кордонів Анголи. Погамба відвідувала початкову та середню школу в Одібо з майбутніми політиками Джеремією Намбінгою та Джоелем Каапандою. Згодом працювала вчителем у єпархіальній школі Святого Георгія у Віндгуку.

## Політична кар'єра
Погамба стала членкинею партії SWAPO. Вона вийшла заміж за Малакіаса Шилува у 1969 році і в них народився один сина, Вальдгайм Шилува (народився в 1971 році). У 1976 році вона покинула Намібію через Анголу і попрямувала до Замбії. Після кількох місяців у Замбії її відправили до Танзанії на медичне навчання. Вона також пройшла військову підготовку і працювала в таборах, де розміщувалися біженці з Намібії. Потім її відправили на Ямайку на три роки вивчати акушерство. Її чоловік (Малакіас) загинув під час вибуху протипіхотної міни. На той час у неї народилася донька Нделітунгапо Шилува (1973 року народження). Її відправили назад до Анголи, щоб практикувати свої медичні навички серед своїх співвідчизників.
У серпні 1981 року Пенегупіфо відправили до Східної Німеччини, щоб вивчати політику в коледжі, призначеному для намібійців. У 1983 році вона повернулася до Анголи, де вийшла заміж за майбутнього президента Гіфікепуньє Погамбау. У них народилося троє дітей: Тулонгені (що означає «Давайте працювати»; народився в 1986 році), Каупумготе (що означає «У цьому світі ви не покінчите з поганими людьми»; 1988 р.н.) і Ндапанда (що означає «Я вдячний», 1991 р.н.), який народився незабаром після здобуття незалежності.
Перебуваючи на посаді першої леді, Погамба виступала за розширення прав і можливостей жінок, щоб вони могли робити вагомий внесок у розвиток суспільства, і боролася за викорінення насильства та інших форм несправедливості щодо жінок. Вона також брала активну участь у підтримці охорони здоров'я матері та дитини, а також у боротьбі з ВІЛ/СНІДом. У липні 2006 року Пенегупіфо Погамба була обрана віце-президентом Комітету з розвитку Південної Африки (SADC).
У День героїв 2014 року нагороджена Найяскравішим орденом Сонця І ступеня.

## Особисте життя
Подружжя Погамба володіє фермою Guinaspoh #41 поблизу Отаві. Вона мати п'ятьох дітей, з яких двоє хлопчиків і три дівчинки.